# 福原信冬
福原 信冬（ふくばら のぶふゆ、天保8年9月26日（1837年10月25日） - 文久3年11月25日（1864年1月4日））は、幕末の長州藩士、志士。一般的には福原乙之進の名で知られる。別名に大江信冬、変名に長原美禰介。

## 生涯
過激な攘夷論者で、文久2年（1862年）に、久坂玄瑞、中谷正亮とともに長州藩を脱藩。航海遠略策を唱え、藩内で勢威を増していた長井雅楽の暗殺をたくらむが、未遂に終わった。同年には、高杉晋作らとともに御楯組を組織して、英国公使館焼き討ち事件に加わる。
江戸で討幕を画策するも、赤坂の刈谷藩邸内の倉田珪太郎宅で一橋家家臣・脇坂又三郎、刈谷藩士遠藤木工、浜田篤蔵、村上其太郎らと密議中に、古河藩主・土井利則の捕吏の襲撃を受け、戦うも負傷して自害した。
墓所は東京都世田谷区の松陰神社、山口県美祢市美東町常福寺。
明治維新の後にその功績が評価され、明治31年（1898年）従四位を追贈された。

## 逸話
- 大佛次郎著作の「鞍馬天狗」主人公、倉田天膳のモデルの一人とされる。